# Keimkasten

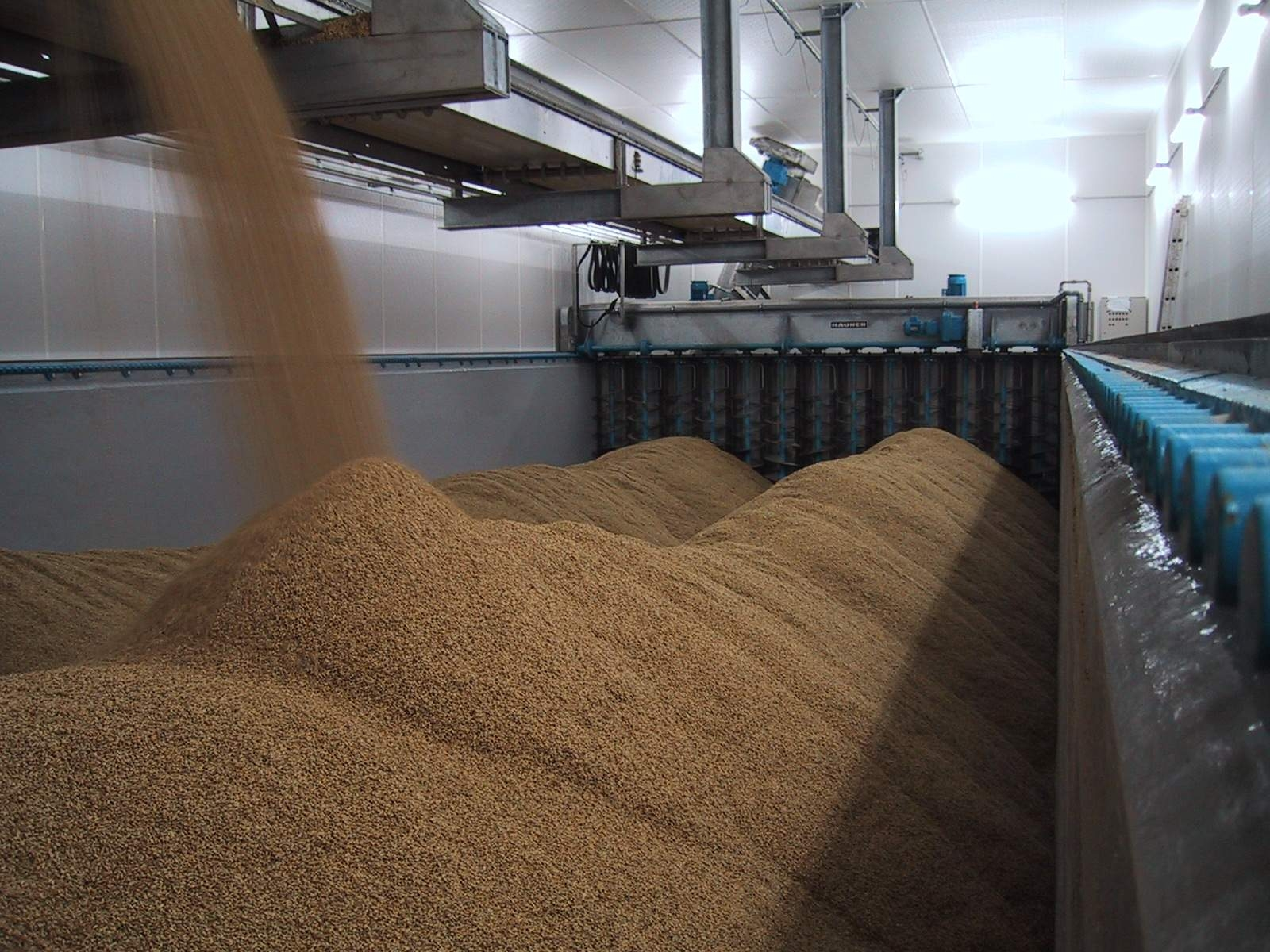
Befüllung eines Keimkastens, Sangerhausen

Ein Keimkasten dient in Mälzereien der Keimung des Getreides bei der Mälzung.
Das Keimgut wird dazu in den Keimkästen aufgeschichtet. Von unten kann zur Kühlung Luft durch den „Haufen“ gepresst werden. Während der Keimung, die bis zu einer Woche dauert, wird das Grünmalz täglich gewendet. Dafür existieren mehrere alternative Verfahren:
- Der Wender fährt auf dem Keimkasten entlang und befördert mit korkenzieherartigen Schrauben, den sogenannten Wenderspindeln, nach und nach das unten liegende Keimgut nach oben.
- Das gesamte im Keimkasten befindliche Keimgut wird angehoben und von einem Schieber über den oberen Rand des Kastens in den benachbarten Kasten befördert. Dadurch findet neben dem Wenden automatisch auch ein Weitertransport in Anlagenlängsrichtung statt.

Mittels feiner Düsen wird Wasser beigegeben, um den für die Keimung optimalen Wassergehalt zu erzielen.